# مارسيل بارينت
مارسيل بارينت هو سياسي كندي، ولد في 6 أبريل 1932 في مونتريال في كندا. نشط حزبياً في حزب كيبيك الليبرالي.